# Stenotarsus rutilus
Stenotarsus rutilus es una especie de coleóptero de la familia Endomychidae.

## Distribución geográfica
Habita en Colombia.